# 勒伯莱
勒伯莱（法語：Le Beulay，法語發音：[lə bœlɛ] ⓘ）是法国大東部大區孚日省的一个市镇，属于孚日圣迪耶区。

## 地理
勒伯莱（48°18'4"N, 7°4'19"E）面积2.4 平方千米，位于法国大東部大區孚日省，该省份为法国东北部内陆省份，北起默兹省和默尔特-摩泽尔省，西接上马恩省，南至上索恩省和贝尔福地区省，东临上莱茵省和下莱茵省。
与勒伯莱接壤的市镇（或旧市镇、城区）包括：吕斯、小福斯、普罗旺谢尔和科尔鲁瓦、弗拉佩勒。

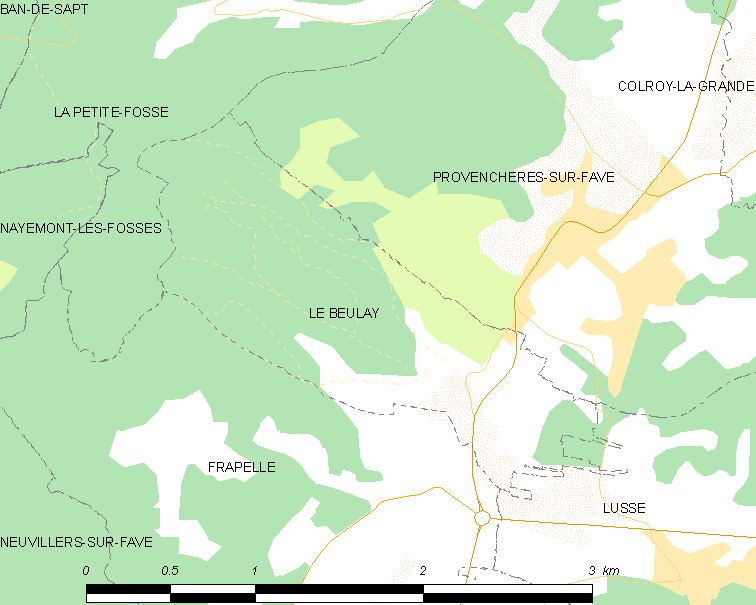
勒伯莱的OSM定位图

勒伯莱的时区为UTC+01:00、UTC+02:00（夏令时）。

## 行政
勒伯莱的邮政编码为88490，INSEE市镇编码为88057。

## 政治
勒伯莱所属的省级选区为孚日圣迪耶第二县。

## 人口

1962-2008年间勒伯莱人口变化图示

勒伯莱于2022年1月1日时的人口数量为90人。